# Abisso di Lamar
L'Abisso di Lamar si trova nei pressi del lago di Lamar, in Provincia di Trento.
Appartiene ad un'area interessata da numerosi fenomeni carsici ed è, per profondità e struttura, una delle grotte più importanti e interessanti della regione.

## Dove si trova
L'abisso è posto al ridosso del lago omonimo, a pochi chilometri da Trento. Facilmente raggiungibile in auto, in una ventina di minuti, procedendo in direzione sud-ovest sulla strada che, attraverso la valle dei laghi, conduce fino a Riva del Garda. Si procede in direzione del lago, oltrepassando Cadine, Terlago e Monte Terlago. Le indicazioni stradali sono facilmente visibili, dirigendosi verso il lago omonimo. 
Per raggiungere l'ingresso della grotta bisogna portarsi sulla sponda orientale del lago ed ascendere per circa una trentina di metri.

## Descrizione
Profonda e ripida spelonca, l'abisso è visitabile solamente da parte di speleologi esperti. Esso scende infatti in verticale nel sottosuolo per alcune centinaia di metri. Non ha una struttura omogenea, bensì unisce più ambienti sotterranei, formando un reticolo nel cuore dei Dossi Alti, piccola formazione rocciosa posta tra la Paganella e la Valle dell'Adige. 